# Bombus hedini
Bombus hedini (saknar svenskt namn) är en insekt i överfamiljen bin (Apoidea) och släktet humlor (Bombus) med karakteristisk, varmgul färg, som lever i Kina.

## Beskrivning
Bombus hedini är en liten humla med medellång tunga; drottningen är omkring 17 mm lång, arbetarna mellan 10 och 11 mm, och hanarna blir omkring 12 mm långa. Huvudet har svart ansikte, annars är hela humlan orangebrun. Mellankroppens sidor är dock något ljusare färgade. Vingarna är bruna. Förutom storleksskillnaderna är det inga större skillnader mellan de tre kasterna; hanen har inte större ögon än honan, till skillnad från vad som är fallet hos många andra humlor.

## Ekologi
Humlan besöker framför allt kardborrar. Den är mindre vanlig på höjder mellan 1 300 och 1 900 m i kuperade landskap vid foten av högre berg. Flygperioden varar från slutet av maj till slutet av september.

## Utbredning
Bombus hedini finns i norra till östra Kina (Peking, regionen Inre Mongoliet samt provinserna Jilin, Hebei, Shanxi, Gansu och Sichuan). Den har även påträffats i Turkestan.